# Detlef Dzembritzki

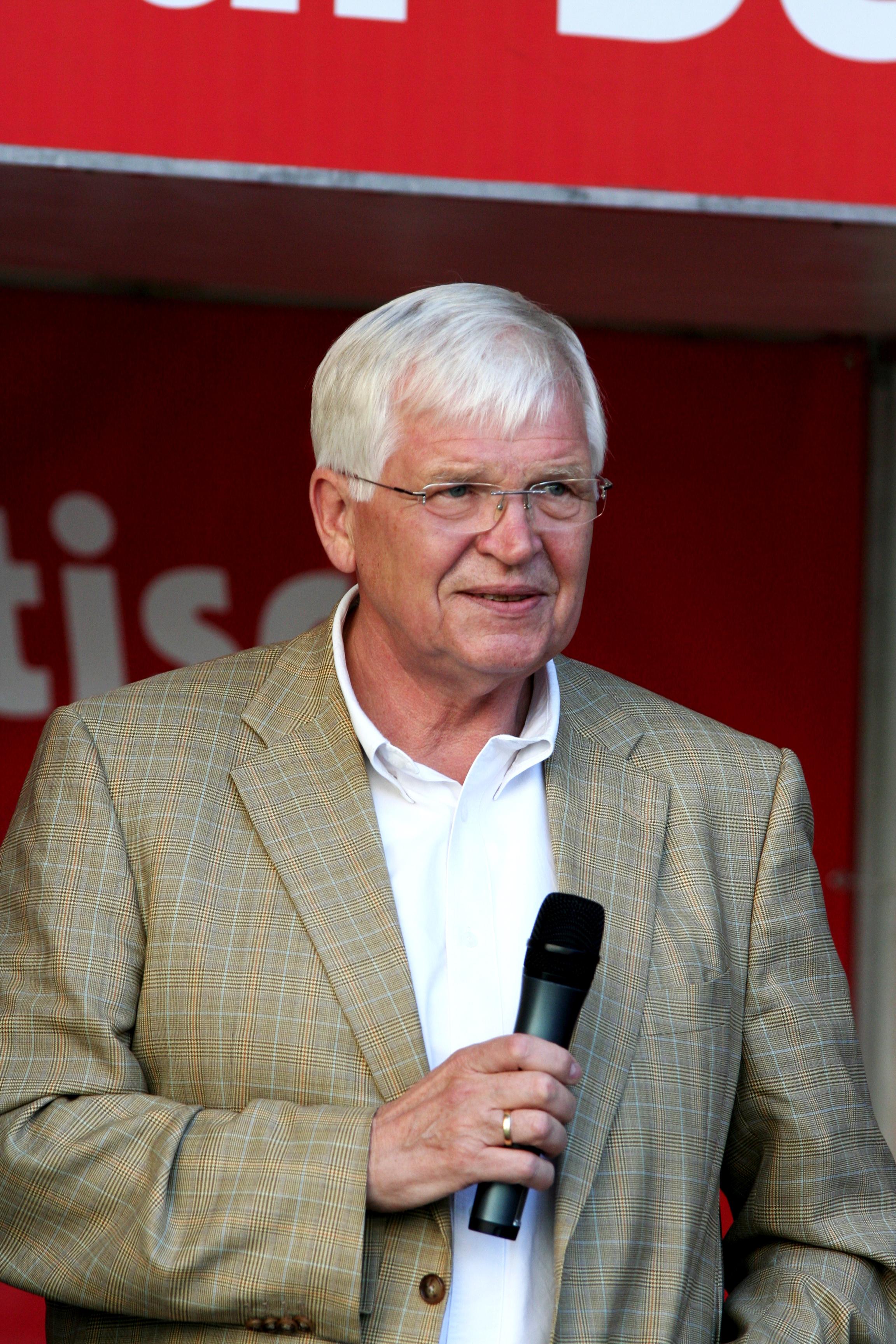
Detlef Dzembritzki bei einer Wahlkampfveranstaltung in Berlin-Tegel

Detlef Dzembritzki (* 23. März 1943 in Berlin) ist ein deutscher Politiker (SPD) und war von 1998 bis 2009 Mitglied des Deutschen Bundestages.
Er war seit 2005 Vorsitzender des Unterausschusses Vereinte Nationen des Auswärtigen Ausschusses des Deutschen Bundestages. Von 1994 bis 1999 war er Landesvorsitzender der SPD in Berlin. Er ist Ehrenvorsitzender der Deutschen Gesellschaft für die Vereinten Nationen und war lange Jahre Landesvorsitzender des Landesverbandes Berlin des  Volksbundes Deutsche Kriegsgräberfürsorge.

## Leben und Beruf
Nach der Mittleren Reife 1959 machte Dzembritzki zunächst ein kaufmännisches Praktikum, begann dann aber 1960 eine Ausbildung an einer Fachschule für Kindergärtnerinnen, Hortnerinnen und Erzieher, die er 1962 mit dem Examen beendete. Nach der Ableistung seines Anerkennungsjahres als Erzieher wurde er 1964 Referent für politische Bildung beim Landesverband Berlin des Bundes Deutscher Pfadfinder (BDP). Von 1966 bis 1970 war Dzembritzki dann hauptamtlicher Bundessekretär des BDP. Anschließend übernahm er die Leitung einer Jugendbildungsstätte in Berlin und war anschließend in den Jahren 1972 bis 1975 persönlicher Referent zum Staatssekretär beim Senator für Familie, Jugend und Sport des Landes Berlin. 
Von Mai 1996 bis Dezember 2000 war Dzembritzki Geschäftsführer der Regionalentwicklungsgesellschaft Velten mbH. Seit Juli 1999 ist er ehrenamtlicher Präsident des Instituts für angewandte Familien-, Kindheits- und Jugendforschung an der Universität Potsdam. Seit Dezember 2011 ist Detlef Dzembritzki Vorsitzender des geschäftsführenden Vorstands der Deutschen Gesellschaft für die Vereinten Nationen.
Detlef Dzembritzki ist verheiratet und hat zwei Kinder. Er lebt in Berlin-Frohnau. Sein Sohn ist der ehemalige Leiter der Rütli-Schule, Aleksander Dzembritzki.

## Partei
Dzembritzki trat 1962 in die SPD ein. Von 1992 bis 1994 war er zunächst stellvertretender Vorsitzender und danach von 1994 bis 1999 Landesvorsitzender der SPD in Berlin. Von diesem Amt trat er zurück, nachdem bei der Urwahl des Spitzenkandidaten der Berliner SPD für die Wahl zum Abgeordnetenhaus 1999 nicht der von ihm und dem SPD-Landesvorstand favorisierte Fraktionsvorsitzende Klaus Böger, sondern der ehemalige Regierende Bürgermeister Walter Momper zum Herausforderer Eberhard Diepgens gewählt wurde.

## Abgeordneter
Von 1971 bis 1975 gehörte er der Bezirksverordnetenversammlung von Berlin-Reinickendorf an.
Von 1998 bis 2009 war er Mitglied des Deutschen Bundestages, von 2002 bis 2005 stellvertretender Vorsitzender des Ausschusses für wirtschaftliche Zusammenarbeit und Entwicklung und außerdem Sprecher der Landesgruppe Berlin in der SPD-Bundestagsfraktion. 
Ab 2005 war Dzembritzki Vorsitzender des Unterausschusses Vereinte Nationen des Auswärtigen Ausschusses des Deutschen Bundestages. 
Zudem war er vom 23. Januar 2006 bis zum 25. Januar 2010 Mitglied in der Parlamentarischen Versammlung des Europarates, u. a. als Erster Vize-Vorsitzender im Ausschuss für Kultur, Wissenschaft und Bildung.
Detlef Dzembritzki ist stets als direkt gewählter Abgeordneter des Wahlkreises Berlin-Reinickendorf in den Bundestag eingezogen. Bei der Bundestagswahl 2005, bei der er letztmals antrat, erreichte er hier 42,5 % der Erststimmen.

## Öffentliche Ämter
Von 1975 bis 1989 war Dzembritzki Bezirksstadtrat für Volksbildung bzw. seit 1981 für Jugend und Sport im Bezirk Reinickendorf. Anschließend war er von 1989 bis 1995 Bürgermeister des Bezirks Reinickendorf. 

## Ehrung
Dzembritzki wurde im Januar 2014 aus den Händen des Regierenden Bürgermeisters Klaus Wowereit das Bundesverdienstkreuz am Bande verliehen. 